# Крепость Гогенштауфен
Крепость Гогенштауфен — развалины крепости швабской династии Гогенштауфенов, в административном районе Гёппинген, земли Баден-Вюртемберг.
Крепость была расположена на горе Гогенштауфен (684 метра), слово «Stauf» указывает на коническую форму горы.

## История
Крепость была воздвигнута около 1070 года герцогом Фридрихом I Швабским и являлась до XIII века родовой крепостью Гогенштауфенов — династии германских императоров Священной Римской империи (1138—1254), ныне прекратившей своё существование. А родовым замком владетельного рода Гогенштауфенов, в Германских землях был Вайблинген (Waiblingen).
После уничтожения римскими папами Гогенштауфенов, замок был имперским владением Рудольфа Габсбурга, являлась постоянным яблоком раздора между ним и графом Вюртембергским.
С 1372 года Гогенштауфен находился в руках графов Вюртембергских. После изгнания герцога Ульриха в 1519 году, Георг Штауфер из Блосенштауфена успешно претендовал на замок, обосновывая свои претензии родством со старой династией Гогенштауфенов. В 1525 году, во время Крестьянской войны защищаемый небольшим отрядом замок был взят и разрушен. Камень стен и построек замка позже был использован в строительстве замка в Гёппингене.
С 1871 года замок Гогенштауфен считался национальным памятником Вюртенбергского королевства. Его раскопки проводились в нацистской Германии, в 1936—1938 годах, и в Западной Германии (ФРГ), в 1967—1971 годах. 
В 2009 году были проведены дополнительные работы по реставрации. В настоящее время сохранившиеся реликвии замка хранятся в музее Staufer, расположенном на пересечении Pfarrgasse и Kaiserbergsteige в Гогенштауфен.

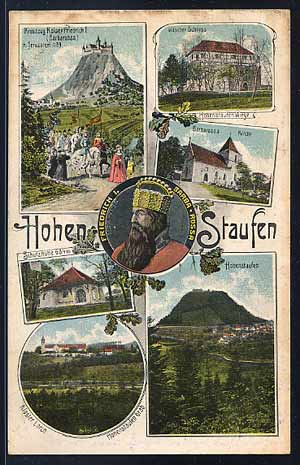
Почтовая открытка 1905 года выпуска, на которой изображена гора, крепость, король Гогенштауфен.
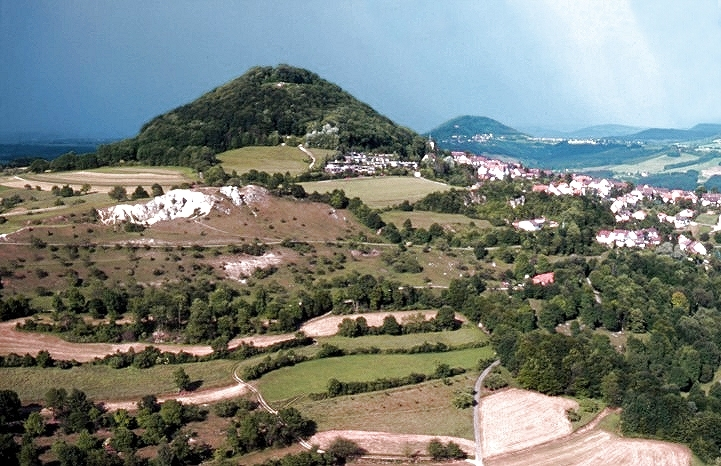
Гора Гогенштауфен у Гёппингена.